# 30街車站
30街火車站（英語：30th Street Station），官方名称威廉·H·格雷三世三十街车站，是一座位于美國賓夕法尼亞州費城的一座轨道交通枢纽车站。本站是费城都会区主要的铁路车站，也是美铁东北走廊和拱心石走廊上的重要车站；车站亦有宾夕法尼亚州东南地区交通局（SEPTA）的通勤列车服务，同时也是新泽西捷运（NJ Transit）大西洋城线的终点站。车站有SEPTA无轨电车、SEPTA城市巴士、新泽西捷运等公司运营的巴士接驳。
车站是美铁系统内第三繁忙的车站，2018年到发超过4百万客流，仅次于紐約賓夕法尼亞車站和華盛頓聯合車站。在全美，车站客流排名则位于第12位。

## 车站结构

### 站房
车站站房建于1929年至1933年，是一座融合了装饰风艺术元素的新古典主义建筑，由Graham, Anderson, Probst & White。站房平面呈十字形，共有5层。纵向结构贯穿南北，长637英尺（194.2米）；横向结构长327英尺（99.7米）。纵向建筑和横向建筑均为平屋顶，屋顶边缘仿照了古代神庙。
横向结构长290英尺（88.4米）、进深135英尺（41.1米），高95英尺（29米）。横向结构的东西两端设有科林斯式柱廊，为车站的出入口。每侧的柱廊有六根柱子和两根角柱。站房外墙由阿拉巴马的石灰岩覆盖，并设有纵向的窗户内侧为主候车大堂。候车室的东端矗立着沃克·汉考克创作的雕塑《复活天使》，以纪念在第二次世界大战中牺牲的宾夕法尼亚铁路士兵。
纵向结构的两翼为商业用途。一楼南部设有零售店和餐厅，可从候车室两侧直接进入。北部有单独的贵宾室、卫生间、美铁警察局和停车场。在主候车大堂北侧的侧厅内墙设有由卡尔·比特创作的陶土浮雕《交通精神》。上面四层是Amtrak的办公室。

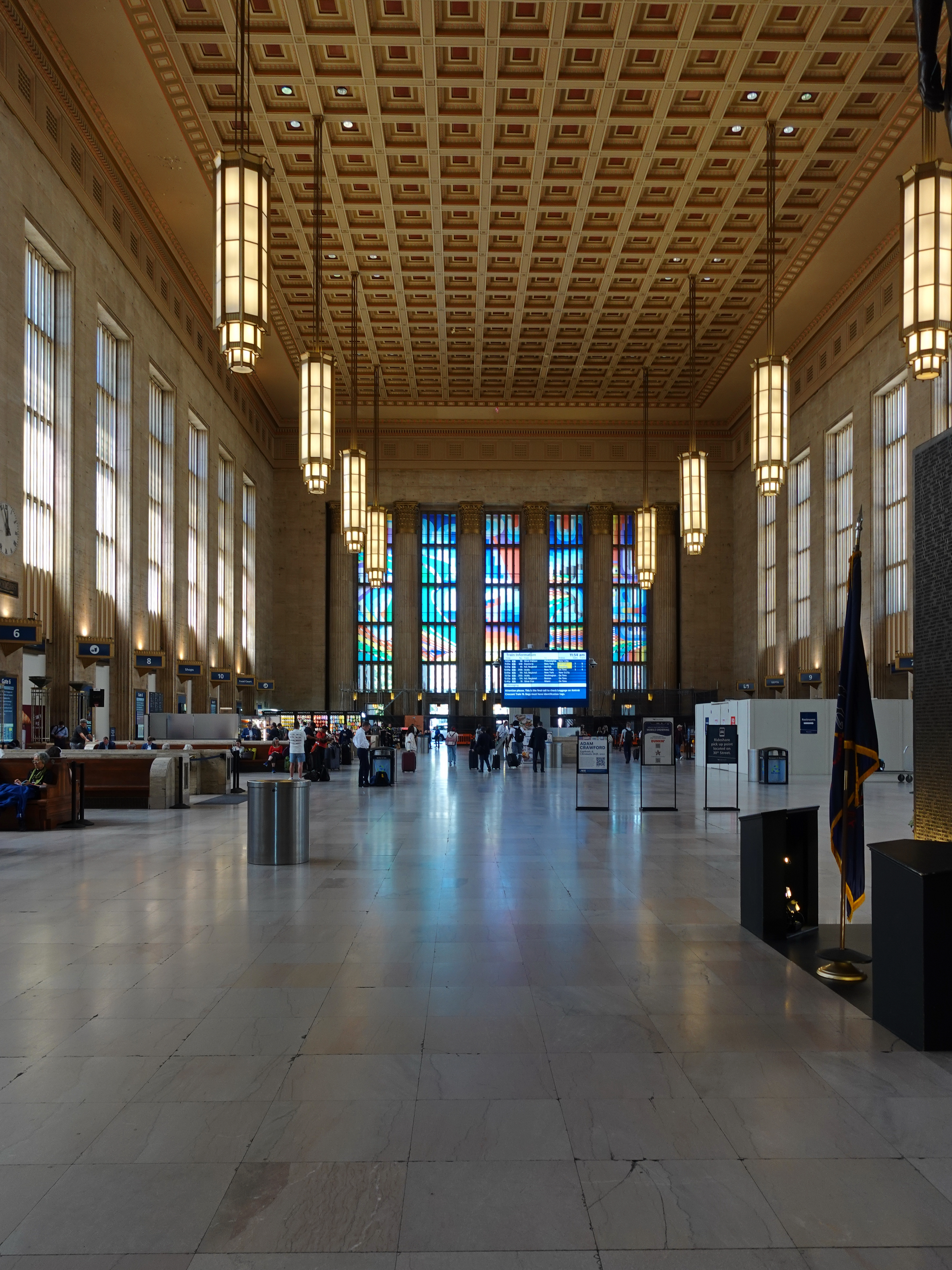
候车大堂
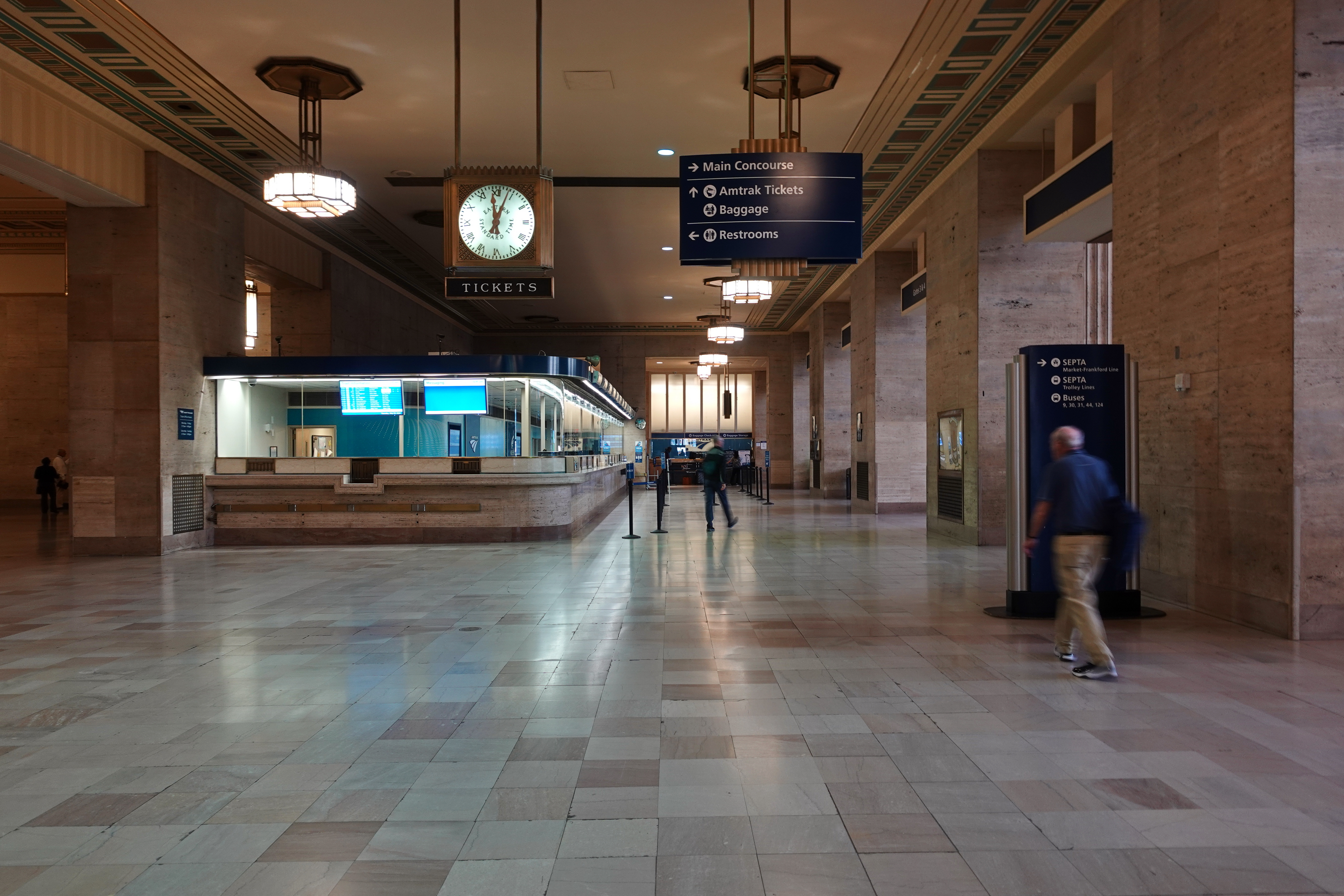
大堂北侧的售票处
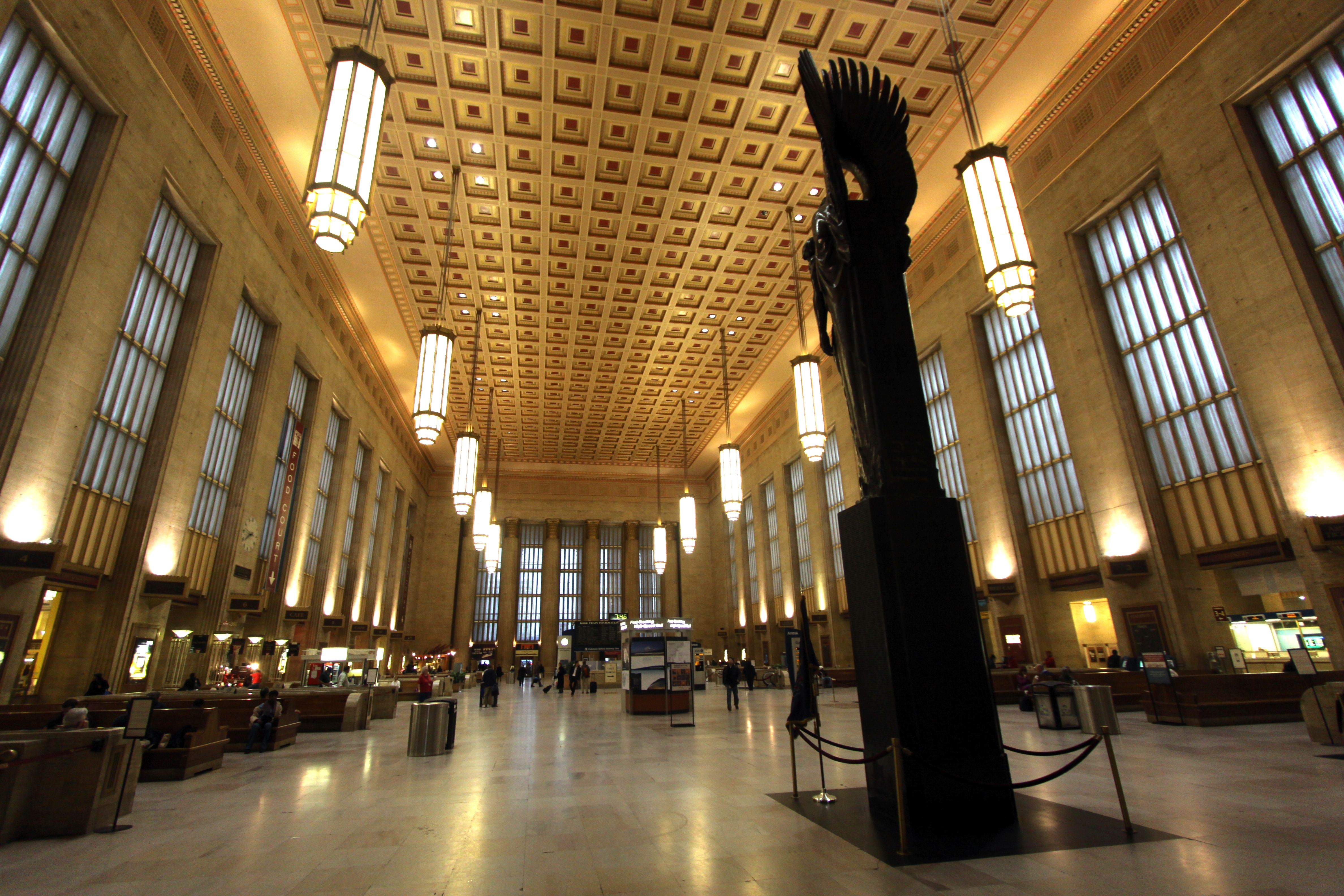
候车大堂
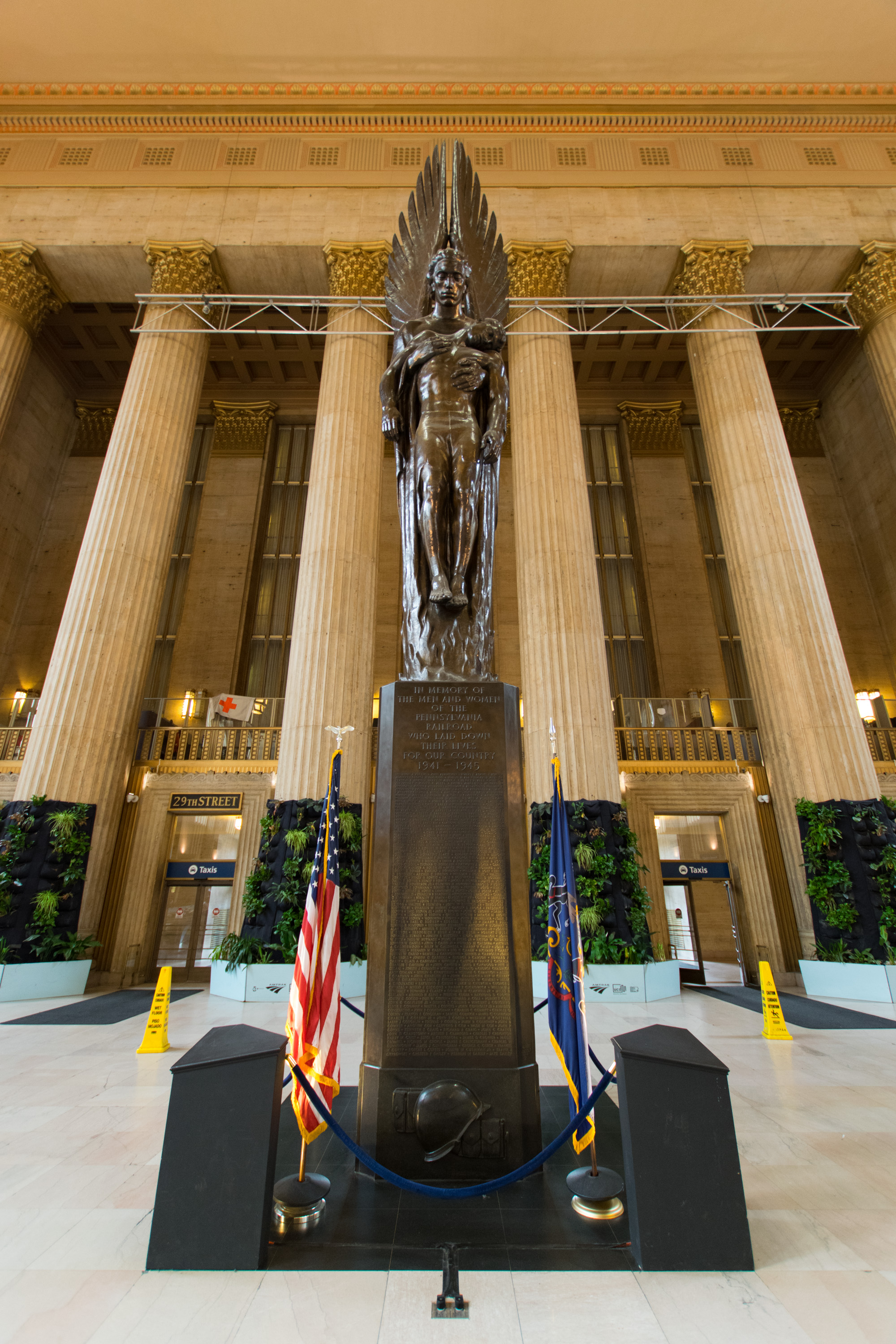
东进站口的《复活天使》
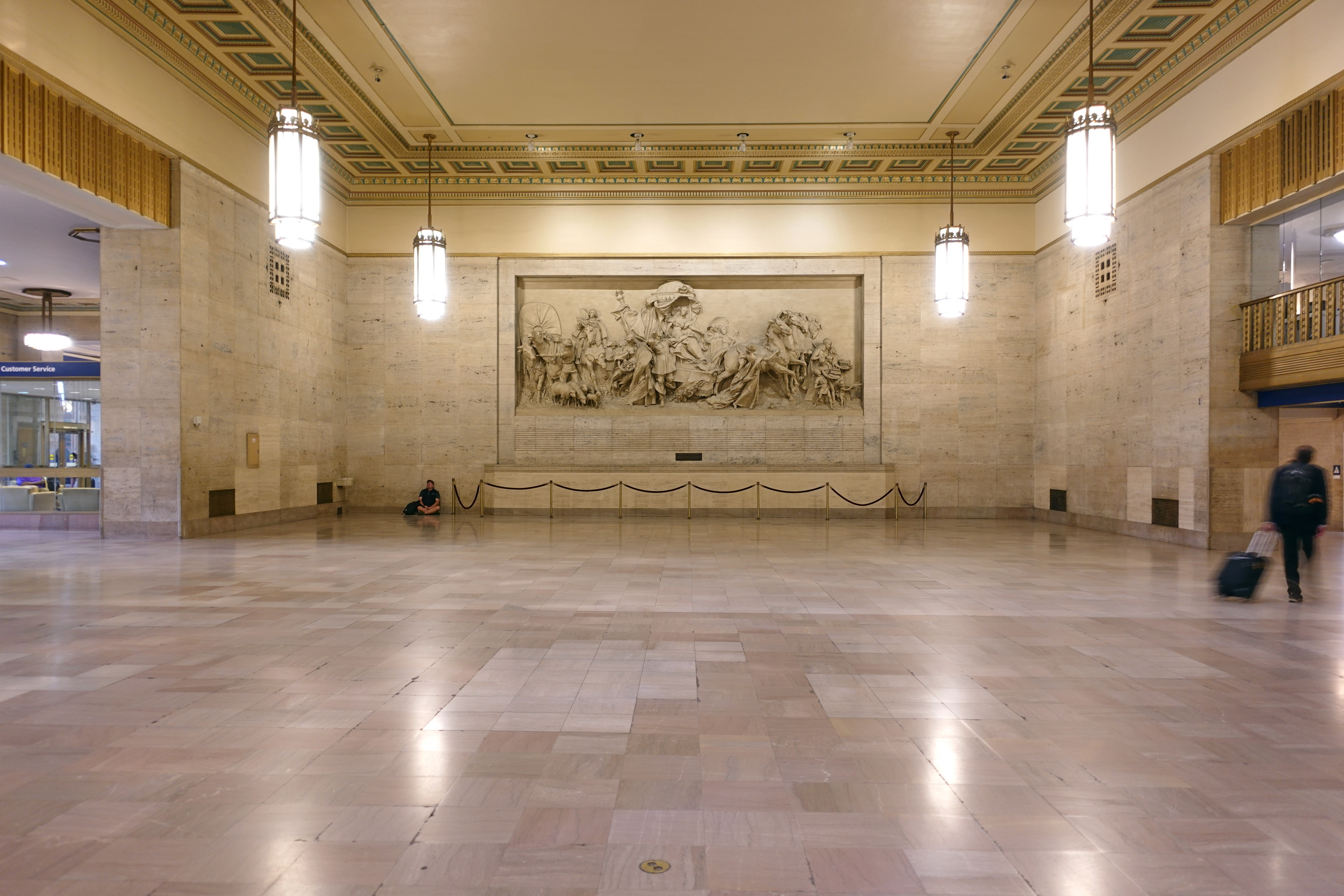
北厅的浮雕《交通精神》

### 地面站台

车站股道及周边地图

地面站台自南向北纵向下穿主站房，设有5座中间站台、10条到发线，西侧还设有一条侧线。每座站台宽24英尺（7.3米）、长1500英尺（457.2米），和地面站厅设有楼梯和自动扶梯连接。轨道从东到西按升序编号。站台完全被建筑物包围，北侧为停车场、南侧为市场街。
城际列车服务由美铁（Amtrak）提供，此外还有新泽西捷运大西洋城线列车停靠。
| 列车名称                     | 可到地点                                                                     |
| ---------------------------- | ---------------------------------------------------------------------------- |
| 东北区域号Northeast Corridor | 华盛顿，巴尔的摩，威尔明顿，特伦顿，纽瓦克，纽约，纽黑文，普罗维登斯，波士顿 |
| 阿西乐特快Acela Express      | 华盛顿，巴尔的摩，特伦顿，纽瓦克，纽约，纽黑文，普罗维登斯，波士顿           |
| 拱心石服务Keystone Service   | 哈里斯堡，特伦顿，新布朗斯维克，纽瓦克国际机场，纽约                         |

### 高架月台
高架月台自东向西横跨主站房北侧，设有3座中间站台和6条股道。所有SEPTA市郊铁路均在此到发。
| 4道      | ← ■SEPTA佩奥利/桑代尔线列车往桑代尔（奥弗布鲁克站）                                                                                          |
| 岛式站台 | |
| 3道      | ← ■SEPTA栗树山西线列车往栗树山西（北费城） ← ■SEPTA特伦顿线列车往特伦顿（北费城）                                                            |
| 6道      | ← ■SEPTA机场线列车往机场（宾大医院） ← ■SEPTA威尔明顿/纽瓦克线列车往威尔明顿、纽瓦克（宾大医院） ← ■SEPTA梅地亚/哇哇线列车往哇哇（宾大医院） |
| 岛式站台 | |
| 5道      | ← ■SEPTA沃明斯特线列车往沃明斯特（市郊站） → ← ■SEPTA西特伦顿线列车往西特伦顿（市郊站）                                                      |
| 2道      | ← ■SEPTA栗树山东线列车往栗树山东（市郊站） → ← ■SEPTA福克斯切斯线列车往福克斯切斯（市郊站） →                                                |
| 岛式站台 | |
| 1道      | ← ■SEPTA马纳杨克/诺里斯敦线列车往诺里斯敦埃尔姆街（市郊站） → ← ■SEPTA兰斯代尔/多伊尔斯敦线列车往多伊尔斯敦（市郊站） →                      |

## 车站周边
30街車站位于连接费城市中心和大学城的市场街思故河畔，因此成为连接河两岸的桥头堡。由于距离市区较近，车站周围大部分为较高密度建筑，主要为办公写字楼，大部分均属于卓克索大學。
市场街对侧为原美國郵政署的邮件分拣大楼，该建筑风格与30街车站站房类似，建于1930年，覆盖地面站场南侧，2010年改建为办公楼。
2004-2005年在车站北侧旁建成上盖物业希拉中心，为133米高、29层的写字楼，和车站站房通过天桥连接。该大厦是费城思故河西岸第一座高层建筑。2013年起在原邮局南侧又开建上盖物业希拉中心南，设有一座33层430英尺（131米）高的公寓大楼Evo和一座一座49层、730英尺（223米）高的商住大楼FMC Tower，分别于2014年和2016年建成。

## 接驳交通
费城地铁市场-法兰克福线（蓝线），SEPTA有轨电车10，11，13，36路。地铁与有轨电车在同名地下站三十街车站内，位于30街火车站前、市场街地下。该地铁车站和铁路站房原由地道连接，但该地道于1980年代因安全原因封闭。美铁和SEPTA原计划于2000年代重开该地道，但后因九一一事件而告吹。
地面公交9，21，31，42，49，125路，以及大学城LUCY环线公交